# Enlil-nasir I
Enlil-nasir I, rey asirio del Imperio Antiguo (1498 a. C. - 1485 a. C.).
Hijo y sucesor de Puzur-Assur III. Según la Lista real de Assur, fue contemporáneo del rey babilonio Ulamburiash. Parece que restauró las puertas de un templo de Assur. No sabemos ningún hecho histórico destacable durante su reinado.
Le sucedió en el trono Nur-ili.
| Predecesor: Puzur-Assur III | Rey de Asiria 1498-1485 a. C. | Sucesor: Nur-ili |